# Canadian Museum of Nature

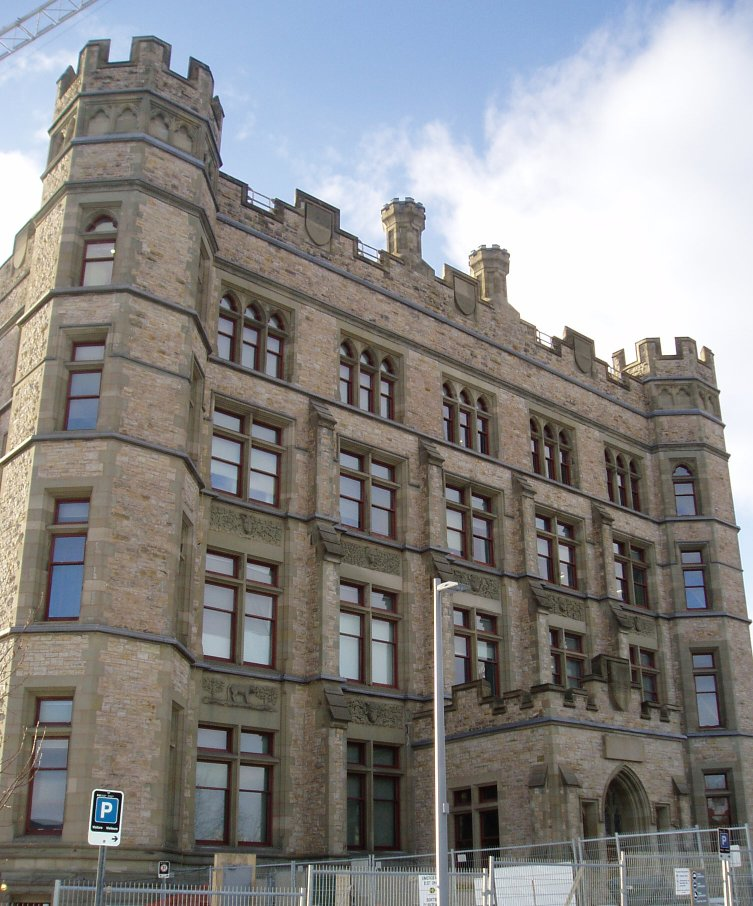
Buitenzijde van het Victoria Memorial Museum Building in Ottawa

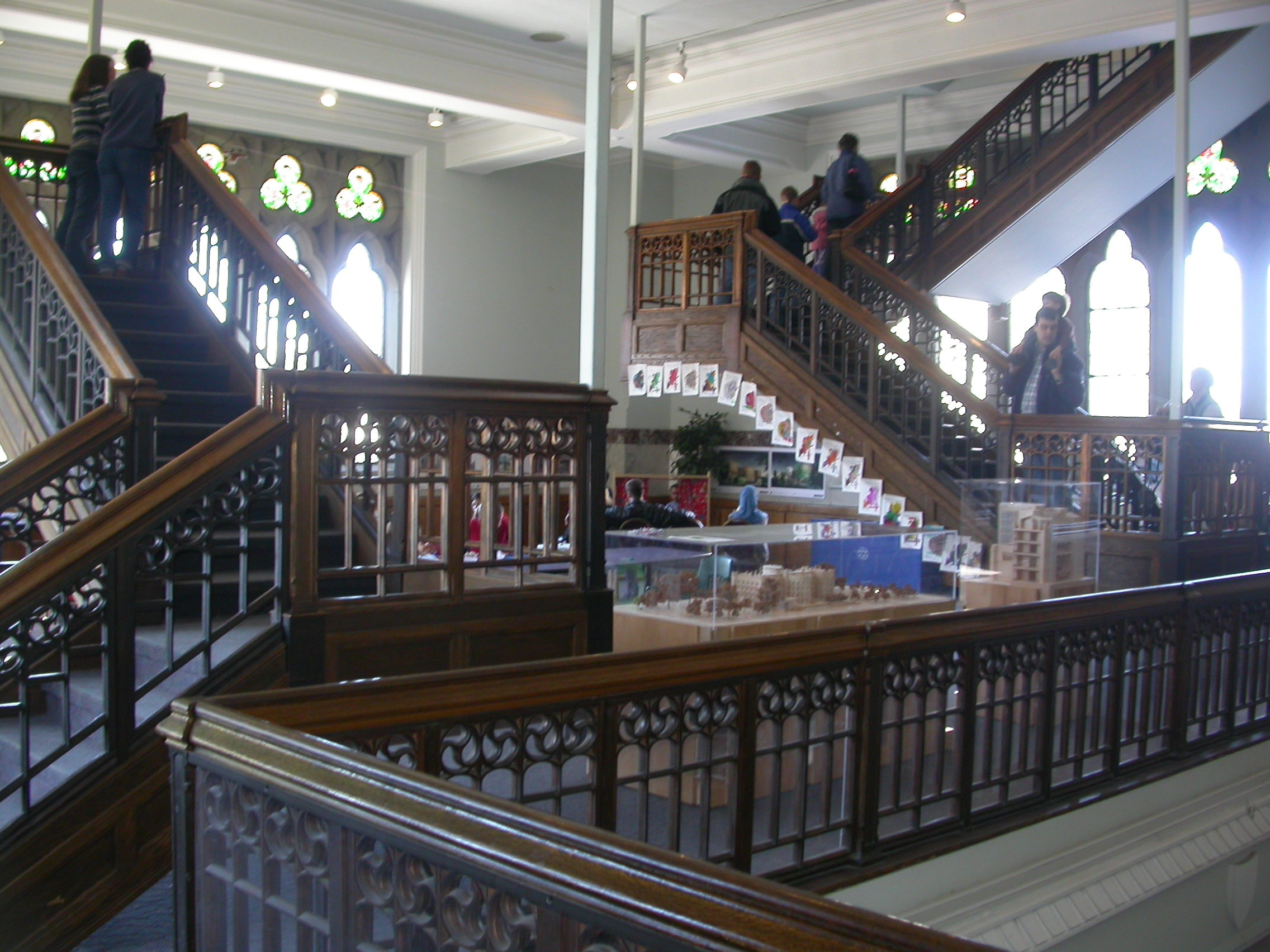
Binnenzijde van het Victoria Memorial Museum Building

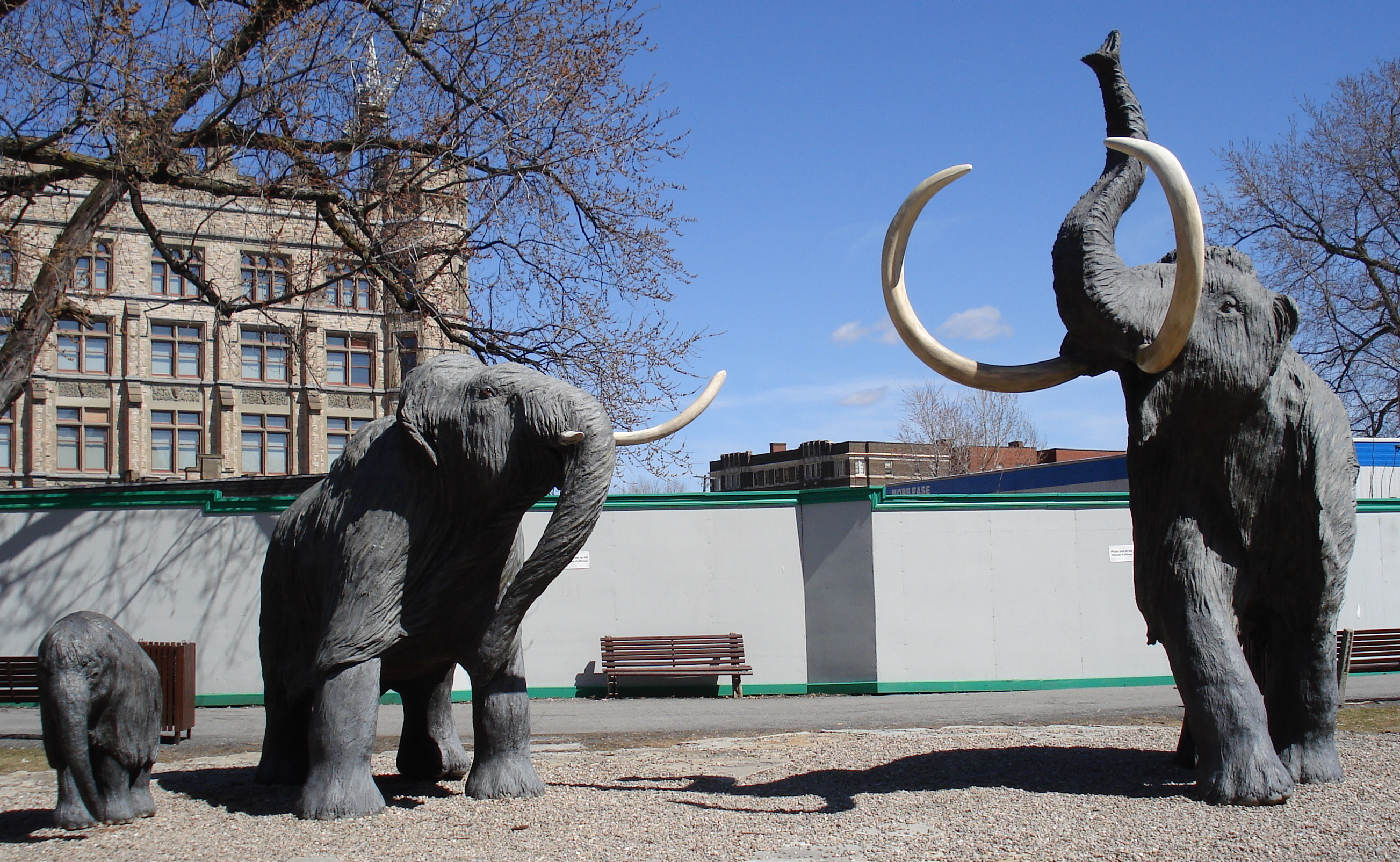
Beelden van de wolharige mammoet buiten het Victoria Memorial Museum Building

Het Canadian Museum of Nature is een natuurhistorisch museum dat is gevestigd op twee locaties in Canada: Ottawa (Ontario) en Gatineau (Quebec). Samen met het Royal Ontario Museum behoort het Canadian Museum of Nature tot de grote natuurhistorische musea van Canada. Het museum bezit 24 grote wetenschappelijke collecties die gezamenlijk meer dan 10 miljoen specimens tellen. Naast het openstellen van het museum voor het publiek, verricht het museum wetenschappelijk onderzoek.
De tentoonstellingen bevinden zich in het Victoria Memorial Museum Building in Ottawa. De voor het publiek toegankelijke bibliotheek bevindt zich in het National Heritage Building in Gatineau.

## Geschiedenis
Het Canadian Museum of Nature heeft zijn oorsprong in de Geologisch Onderzoek van Canada, die in 1842 werd gevormd. De onderzoekers van dit onderzoek (=inventarisatie) onderzochten niet alleen de geologie van Canada, maar verzamelden ook specimens van de flora en de fauna.
In 1853 opende de Geological Survey een museum in zijn hoofdkwartier. In 1912 opende in Ottawa het Victoria Memorial Museum Building, waar de collectie van de Geological Survey voor het publiek werd getoond.
In 1927 werden het National Museum of Canada en de Geologisch Onderzoek Survey door de Canadese regering formeel gesplitst in twee entiteiten. De twee organisaties onderhouden nog wel nauwe banden.
In 1956 werd het National Museum of Canada gesplitst in het National Museum of Natural Sciences (gericht op natuurlijke historie) en het National Museum of Man (gericht op de geschiedenis van de mens).
Tussen 1911 en 1960 bevond ook de National Gallery of Canada zich in het Victoria Memorial Museum Building.
In 1988 verhuisde het Canadian Museum of Civilization (tot 1986 het National Museum of Man) naar een locatie in Gatineau, waarna het National Museum of Natural Sciences het Victoria Memorial Museum Building helemaal voor zichzelf heeft.
In 1990 werd het National Museum of Natural Sciences omgedoopt in het Canadian Museum of Nature toen het museum een Crown Corporation werd door een Act of Parliament.
In 1997 opende het Natural Heritage Building in Gatineau als gebouw voor administratieve zaken en wetenschappelijk onderzoek aan de collectie. Ook werd de bibliotheek hier gevestigd.

## Collectie

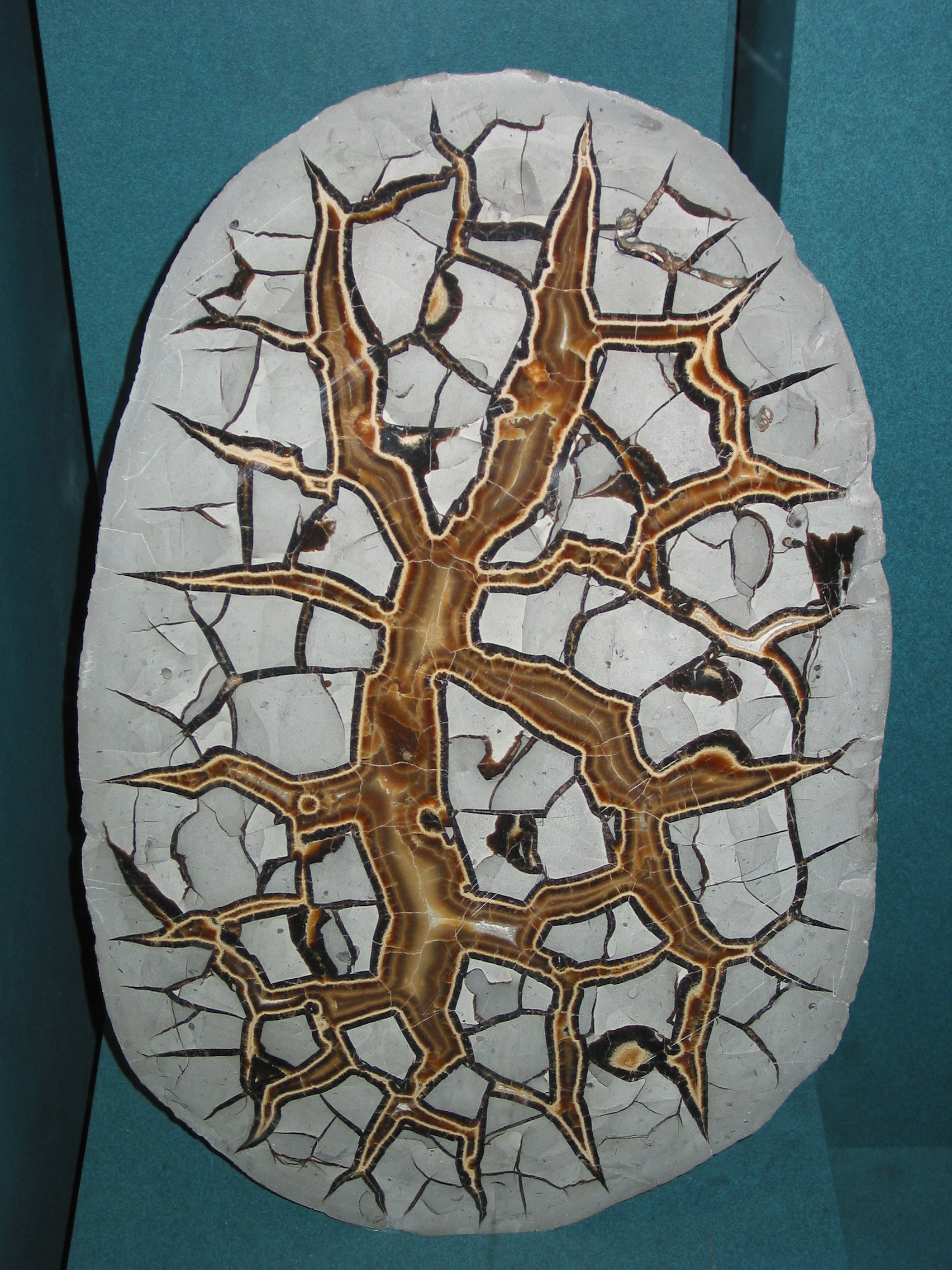
Septaria

Het museum heeft een collectie van meer dan 10 miljoen specimens die zijn verzameld in een periode van meer dan 150 jaar. De collectie vertegenwoordigt de plantkunde, gewervelden, ongewervelden en aardwetenschappen.
Het museum beschikt over vier herbaria met collecties vaatplanten, algen, korstmossen en mossen. De vier herbaria bevatten gezamenlijk meer dan een miljoen specimens.
De aardwetenschappelijke collectie omvat fossielen van gewervelden, fossiele planten, fossiel stuifmeel, fossiele schimmels, mineralen, gesteenten en edelstenen.
De collectie ongewervelden omvat specimens die teruggaan tot de negentiende eeuw. Er zijn specimens van ringwormen, weekdieren, kreeftachtigen, insecten, parasieten en andere ongewervelden.
De collectie gewervelden omvat vissen, amfibieën, reptielen, vogels, zoogdieren en een osteologische referentiecollectie.
Het Canadian Museum of Nature beschikt over een bibliotheek, die zich bevindt zich in het National Heritage Building in Gatineau (Quebec). De collectie bestaat uit 35.000 boektitels, 2000 titels van periodieken (waaronder 200 lopende abonnementen), museumpublicaties, cartografische materialen, manuscripten, microfilms, cassettes, video's, cd-roms, cd's en dvd's. De collectie richt zich op onderwerpen als biologie, biodiversiteit, botanie, conserveringstechnieken, ecologie, mineralogie, natuurlijke historie, paleobiologie, wilde natuur en zoölogie. De bibliotheek is zowel toegankelijk voor wetenschappers als voor het algemene publiek en medewerkers van de overheid.

## Tentoonstellingen
Het museum beschikt over permanente tentoonstellingen en organiseert tijdelijke tentoonstellingen.
De Talisman Engery Fossil Gallery richt zich op de periode van het einde en het uitsterven van de dinosauriërs (85 tot 65 miljoen jaar gelden) en de opkomst van de zoogdieren. De tentoonstelling omspant ruwweg een de tijdsperiode van 85 tot 35 miljoen jaar geleden. Er zijn fossiele specimens van dinosauriërs, mariene reptielen, vissen, planten en vroege zoogdieren te zien. Een aantal volledige skeletten wordt tentoongesteld. Ook zijn er levendige diorama’s met modellen van dieren. In het Extinction Theatre wordt het einde van de dinosauriërs weergegeven. Daarnaast zijn er driedimensionale animaties en acht leerstations te zien. Getoonde dieren zijn onder meer Daspletosaurus torosus, Archelon ischyros, Hesperornis gracilis, Platecarpus coryphaeus, Pakicetus attocki en vroege primaten.
De Mammal Gallery toont modellen van zoogdieren die in Canada voorkomen. De dieren worden getoond in diorama’s. Onder de getoonde dieren bevinden zich de grizzlybeer, de Amerikaanse bizon, de eland, de poema, de wasbeer, de wolf, het rendier, de gaffelbok, de ijsbeer, de ringelrob, de poolhaas en de muskusos. Daarnaast zijn er informatieve computerstations met touchscreen.
De Bird Gallery richt zich op vogels. Er zijn geluiden, bewegende beelden en vijfhonderd specimens van vogels. Met name vogelsoorten die voorkomen in Canada worden getoond. Er zijn interactieve computers die wetenswaardigheden bieden.
De Discovery Zone is een interactieve, educatieve ruimte. Hier worden activiteiten voor de hele familie georganiseerd. Gastexperts informeren over hun expertisegebied. Er is een bioscoop die natuurfilms uitzendt.
In mei 2010 gaan de permanente tentoonstellingen Water Project, Earth Gallery en Nature of Humans open voor het publiek.

## Wetenschappelijk onderzoek
Het Canadian Museum of Nature heeft een multidisciplinair team van wetenschappers die onderzoek verrichten in de natuurwetenschappen. Om de kennis en het begrip van de natuur toe te laten nemen, is het museum betrokken bij diverse projecten in Canada en de rest van de wereld. Het museum werkt samen met de IUCN (World Conservation Union) en is aangesloten bij het Canadian Botanical Conservation Network. De onderzoekers van het museum zijn betrokken bij het schrijven van populaire en wetenschappelijke boeken en het maken van filmprojecten.
Het museum verricht onderzoek op de terreinen van botanie, zoölogie van ongewervelden, zoölogie van gewervelden, mineralogie en paleobiologie. De onderzoeksafdeling is onderverdeeld in drie secties: Canadian Centre for Biodiversity, Earth Sciences en Life Sciences.
Het Canadian Centre for Biodiversity (CCB) is in 1991 door het museum opgericht. Het doel is om kennis en ervaring in onderzoek naar systematiek en educatie samen te brengen om zaken met betrekking tot biodiversiteit en natuurbescherming op te kunnen lossen. Ook wil het CCB in nationaal en internationaal opzicht dienen als centraal punt voor samenwerkingsverbanden en informatie met betrekking tot biodiversiteit.
De onderzoeksafdeling Earth Sciences richt zich op veldwerk en onderzoek in het laboratorium om veranderingen op de lange termijn aan de aarde, de fauna en het milieu op te sporen. De geologen en mineralogen onderzoeken de evolutie van de geologische toestand van de aarde en de verbanden tussen de biosfeer en de geosfeer. De paleobiologen onderzoeken evolutionaire en ecologische veranderingen in fossiele dieren als reactie op veranderingen in het milieu. De onderzoeksafdeling verricht veldwerk om nieuwe specimens te vinden; identificeert en beschrijft fossiele soorten; onderzoekt de evolutionaire relaties en biogeografische patronen van fossiele soorten; onderzoekt de relaties tussen evolutionaire en ecologische veranderingen en veranderingen in het paleomilieu, onderzoekt de evolutie van magma's; onderzoekt de oorsprong, de kristalchemie (onder meer kristallografie) en potentiële technologische toepassingen van zeldzame elementen en onderzoekt de veranderingen in de natuur van Canada binnen eonen (geologische tijdvakken). Canadian Zooarchaeology is een tijdschrift dat zich richt op zoöarcheologie.
De onderzoeksafdeling Life Sciences richt zich op veldwerk en onderzoek aan de collectie. Onderzoek wordt verricht op het gebied van de systematiek en de ecologie op diverse dieren- en plantengroepen. De afdeling richt zich op de toename van kennis met betrekking tot veranderingen in het milieu, de biodiversiteit, ecologie, evolutiebiologie en biogeografie. De onderzoeksstaf houdt zich bezig met het beschrijven, identificeren en classificeren van nieuwe soorten; het voorstellen van nieuwe classificaties; het uitzoeken van de distributie van soorten; het achterhalen van de evolutionaire geschiedenis en de historische relaties pogen te begrijpen; het onderzoeken van de interacties tussen organismen en hun habitat om ecologische relaties te kunnen begrijpen en het ontwikkelen van strategieën om de bescherming van soorten en de stabiliteit van de habitats waarin zij leven, te waarborgen.